# Talents des Cités
 (juin 2020).
Si vous disposez d'ouvrages ou d'articles de référence ou si vous connaissez des sites web de qualité traitant du thème abordé ici, merci de compléter l'article en donnant les références utiles à sa vérifiabilité et en les liant à la section « Notes et références ».
Le concours Talents des cités récompense tous les ans de jeunes entrepreneurs et créateurs installés dans des quartiers populaires. L'idée est lancée par le Nouvel Observateur en 2001 sous forme d'un grand reportage réalisé par Patrick Fauconnier et Fanny Weiersmuller, son but initial était d'éditer une plaquette présentant les portraits de plusieurs dizaines d'entrepreneurs, avec leurs photos et leurs adresses, afin de susciter d'autres reportages sur eux, notamment à la télévision. En 2002, le Ministre délégué à la Ville, Claude Bartolone,crée le concours dont il remet les premiers trophées lors d'une fête au Cirque d'Hiver à Paris au printemps 2002, juste avant les élections qui ont vu la réélection de Jacques Chirac à la présidence. Aziz Senni, de Mantes-la-Jolie (qui a créé depuis les BAC: "business anges des cités"), et Stéphane Meterfi, de Rouen furent parmi les premiers lauréats.  En 2003, le nouveau ministre de la Ville, Jean-Louis Borloo, a repris l'idée, et décidé de lui donner une vraie ampleur nationale et républicaine en optant pour que les trophées soient remis avec solennité au Sénat, accompagnés de plusieurs partenaires publics et privés. 

## Objectifs
Les objectifs de ce concours sont :
- de mettre en valeur les initiatives des jeunes issus des quartiers sensibles et de changer l'image des quartiers populaires en mettant en avant les compétences et les talents des jeunes issus des cités
- d’amplifier la cohésion sociale par l'insertion professionnelle
- d’offrir une opportunité à toutes les personnes qui désirent créer ou développer un projet professionnel,
- de faciliter l’accessibilité à l'ensemble des soutiens à la création d'entreprise,
- de créer la sécurité de l'emploi et de l’activité professionnelle au sein des quartiers prioritaires de la politique de la ville.